# Список кардиналов, возведённых папой римским Климентом X

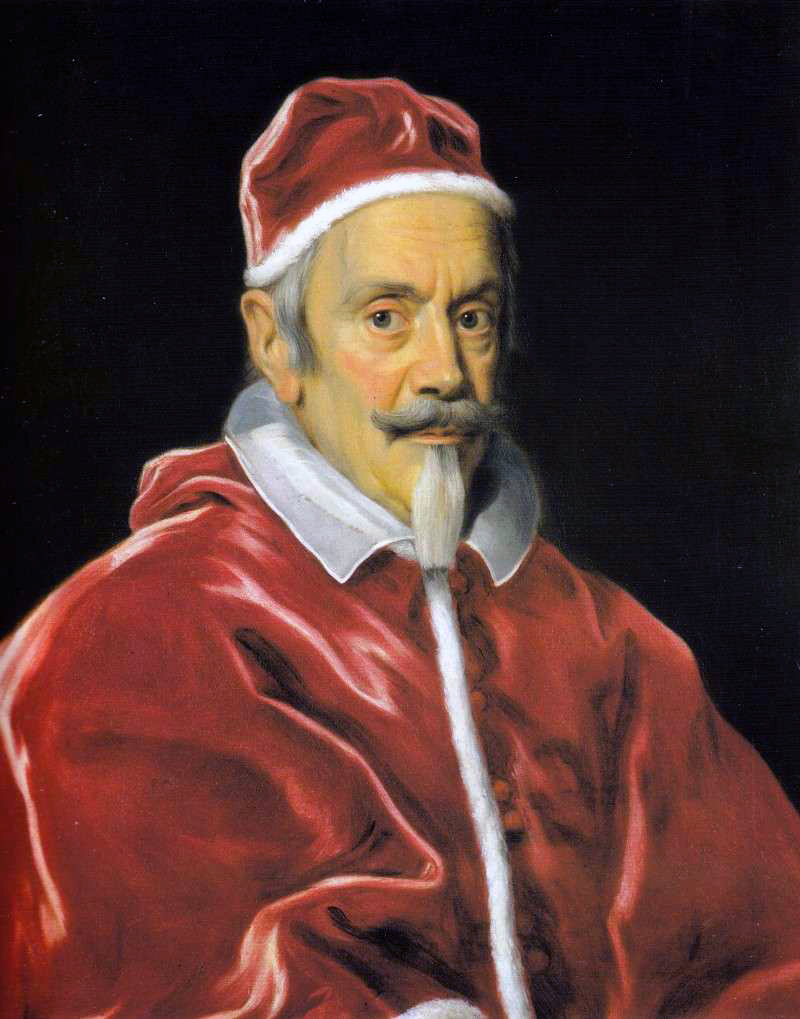
Папа Климент X

Кардиналы, возведённые Папой римским Климентом X — 20 прелатов и клириков были возведены в сан кардинала на шести Консисториях за шесть лет понтификата Климента X.
Самой крупной консисторией была Консистория от 27 мая 1675 года, на которой было возведено шесть кардиналов.

## Консистория от 22 декабря 1670 года
- Федерико Борромео младший, титулярный латинский патриарх Александрийский (Папская область);
- Камилло Массимо, титулярный латинский патриарх Иерусалимский (Папская область);
- Гаспаре Карпенья, титулярный архиепископ Никеи (Папская область).

## Консистория от 24 августа 1671 года
- Бернхард Густав Баден-Дурлахский, O.S.B., аббат Фульды (Маркграфство Баден-Дурлах);
- Сезар д’Эстре, бывший епископ Лана (Франция);
- Иоганн Эберхард Нидхард, S.J., титулярный архиепископ Эдессы Осроенской, великий инквизитор Испании, исповедник королевы Испании и государственный советник (Испания).

## Консистория от 22 февраля 1672 года
- Пьер де Бонзи, архиепископ Тулузы (Франция);
- Винченцо Мария Орсини, O.P. (Папская область).

## Консистория от 16 января 1673 года
- Феличе Роспильози (Папская область).

## Консистория от 12 июня 1673 года
- Франческо Нерли младший, архиепископ Флоренции (Великое герцогство Тосканское);
- Джироламо Гастальди, генеральный казначей Апостольской Палаты (Папская область);
- Джироламо Касанате, референдарий Трибуналов Апостольской Сигнатуры Справедливости и Милости и секретарь Священной Конгрегации по делам епископов и монашествующих (Папская область);
- Федерико Бальдески Колонна, титулярный архиепископ Кесарии (Папская область);
- Пьетро Басадонна, бывший посол Венеции при Святом Престоле (Венецианская республика).

## Консистория от 27 мая 1675 года
- Галеаццо Марескотти, титулярный архиепископ Коринфа, апостольский нунций в Испании (Папская область);
- Алессандро Крешенци, C.R.S., титулярный латинский патриарх Александрийский, префект Дома Его Святейшества (Папская область);
- Бернардино Роччи, титулярный архиепископ Дамаска, префект Апостольского дворца (Папская область);
- Фабрицио Спада, титулярный архиепископ Патры, апостольский нунций во Франции (Папская область);
- Марио Альберицци, титулярный архиепископ Неокесарии, апостольский нунций в Австрии (Папская область);
- Филипп Томас Говард, O.P. (Папская область).